# The Electronic Intifada
The Electronic Intifada (EI) una publicación en línea radicada en Chicago (Estados Unidos) dedicada a la cobertura del conflicto israelí-palestino. Se describe a sí misma como sin ánimo de lucro e independiente, proporcionado una perspectiva palestina del conflicto. Fue fundada por Ali Abunimah, hijo del embajador de Jordania en la ONU, y Arjan El Fassed, un expolítico neerlandés.

## Historia
Fue fundada en febrero de 2001 por Ali Abunimah, un ciudadano estadounidense de ascendencia palestina; Arjan El Fassed, activista neerlandés por los derechos humanos; Laurie King, antropólogo y antiguo coordinador de la Campaña Internacional por la Justicia para las Víctimas de Sabra y Shatila y el editor de la Revista de Estudios sobre Palestina; y Nigel Parry, consultor, escritor y músico de Pittsburgh.
Según su sitio web, The Electronic Intifada es financiado principalmente por sus lectores y con fondos adicionales donados por fundaciones privadas. No recibe fondos de gobiernos o partidos políticos. En 2010  recibió 130 000 dólares en donaciones de particulares y 83 000 dólares de fundaciones privadas.

### CAMERA y Wikipedia
En abril de 2008 The Electronic Intifada publicó un artículo revelando correos electrónicos enviados entre miembros del Comité para la Exactitud de la Información de Oriente Medio Presentada en América América (CAMERA). El propósito declarado del grupo era "ayudar a evitar que las entradas de Wikipedia relacionadas con Israel sean contaminadas por editores anti-Israel". Cinco editores de Wikipedia implicados en la campaña de CAMERA fueron sancionados por administradores de Wikipedia, quienes escribieron que la naturaleza abierta del proyecto "es fundamentalmente incompatible con la creación de un grupo privado a subrepticiamente coordina la edición por parte de individuos de ideología afín".

## Recepción

### En Israel
Hannah Brown de The Jerusalem Post describe The Electronic Intifada como uno de los sitios «más elaborados» que dan una «perspectiva palestina de las noticias». También lo describe como «muy profesional, amigable con el usuario y bien escrito».
Gil Sedan, un reportero de la Jewish Telegraphic Agency, describe el sitio como «ciberpropaganda» que «podría contribuir a un mejor entendimiento de la causa palestina» pero también «está demasiado sesgado como para ser de utilidad para publicaciones mainstream».

## Conflicto con NGO Monitor sobre financiación holandesa
En 2010 NGO Monitor criticó que la organización neerlandesa Interchurch Organisation for Development Cooperation (ICCO) proporcionase apoyo económido a The Electronic Intifada, a la que describe como antisemita y acusa de comparar las políticas israelíes con las del régimen nazi. Gerald M. Steinberg, cabeza de la organización pro-Israel NGO Monitor describió The Electronic Intifada como un «sitio web político e ideológico pro-Palestina» que aloja «propaganda anti-Israel» Marinus Verweij, presidente del consejo ejecutivo del ICCO dijo que «el EI informa frecuentemente sobre las violaciones de derechos humanos y la ley humanitaria internacional por parte del estado de Israel. De ninguna manera es EI anti-Israel o antisemita.» Describió The Electronic Intifada como «una importante fuente de información de los territorios palestinos ocupados» utilizada con frecuencia por periódicos como The Washington Post y Financial Times. Ward Bezemer, portavoz del Ministerio de Exteriores neerlandés declaró que si ICCO había promovido el antisemitismo, lo cual es delito, es algo que debía determinar el Fiscal con base en la ley neerlandesa. El 26 de noviembre de 2010, Uri Rosenthal, ministro de Exteriores neerlandés, que es judío y cuya esposa es israelí, dijo «Miraré el asunto personalmente. Si resulta que la  ICCO, que recibe subvenciones el gobierno, financia The Electronic Intifada, tendrán un serio problema conmigo.» Rosenthal más tarde comentó a la radio IKON que «el antisemitismo no es el problema» sino que «mi preocupación es sobre las llamadas a contribuir a boicots y embargos.»
The Electronic Intifada respondió a las declaraciones de NGO Monitor: «NGO Monitor es un grupo de extrema derecha con relaciones estrechas con el gobierno y ejército israelí, colonos de Cisjordania, un hombre condenado por engañar el Congreso de Estados Unidos y a particulares y organizaciones notoriamente islamófobas en Estados Unidos. El cofundador Arjan El-Fassed, quién también escribe para el sitio web Al-Awda, declaró al importante diario neerlandés De Volkskrant que el escándalo creado por NGO Monitor estaba relacionado con una cita de una entrevista de junio de 2009 con Hajo Meyer, un judío superviviente del Holocausto y antisionista. Meyer dijo a EI: «Puedo escribir una lista interminable de similicudes entre la Alemania Nazi e Israel» En el mismo artículo, el director del Centro para Información y Documentación Israel (CIDI), Ronnie Naftaniel, afirmó que The Electronic Intifada no es un sitio web antisemita. Sin embargo, declaró que mientras que todo el mundo debería ser libre de expresar su opinión, el gobierno holandés no debería financiar indirectamente un sitio web que llama al boicot a Israel.
El 14 de enero de 2011, ICCO decidió no cambiar su política después de una discusión con el ministro de asuntos exteriores neerlandés. En respuesta a la decisión de ICCO, según The Jerusalem Post el ministro Uri Rosenthal «monitorizará las actividades de la ICCO. Lo considerará negativamente cuando haga el balance cuando la ICCO se postule a una nueva ronda de subvenciones.» Partos, una organización paraguas de más de cien organizaciones de la sociedad civil neerlandesa en el sector de la cooperación para el desarrollo, condenó enérgicamente las amenazas de Rosenthal a la financiación de la ICCO: «La posición de Rosenthal vis-à-vis con ICCO crea un precedente peligroso para el futuro. Las organizaciones de desarrollo tendrán que continuar luchando por una voz independiente en el debate. Partos ... [luchará] por ello.» En abril de 2011 el Profesor de Estudios de Cooperación Internacional Paul Hoebink argumentó que ministro de asuntos exteriores Uri Rosenthal no tiene nada que decir sobre la financiación del gobierno neerlandés a ICCO, ya que esa es la competencia del ministro Ben Knapen. Además, la contribución a The Electronic Intifada por parte de la ICCO se paga con los fondos propios de la ICCO. El Profesor de Derecho Internacional y político del Partido del Trabajo, Nico Schrijver consideró la amenaza de Rosenthal  con cortar la financiación de la ICCO como muy preocupante.